# Real / Koi Iro Passion
Singles de Rev. from DVL
Do my best!!
(13 août 2014) Kimi ga Ite Boku ga Ita / Ai Girl
(25 mars 2015)
Real / Koi Iro Passion (REAL-リアル-/恋色パッション) est le 3e single du groupe féminin japonais Rev. from DVL sorti en décembre 2014 et son premier single à contenir une double-face A.

## Détails du single
Le single sort le 3 décembre 2014, quatre mois après le précédent single Do my best!!, en plusieurs éditions avec des couvertures différentes : des éditions avec CD et DVD,  une édition limitée (CD et brochure) et une édition version WEB non mise en vente. Il atteint la 9e place du classement hebdomadaire des ventes de l'Oricon et s'y maintient pendant huit semaines.
Le single contient les deux chansons principales REAL (écrite par Miki Watanabe) et Koi Iro Passion ainsi que d'autres chansons en face B cependant variante selon l'édition ainsi que leurs versions instrumentales. L'édition WEB contient un quatrième titre en supplémentaire et une couverture différente. L'édition régulière est accompagnée d'un DVD supplémentaire contenant la musique vidéo de la chanson-titre et sa version dance. Le groupe occupe douze membres ayant participé aux chansons du single et apparaissent toutes sur les couvertures du single (de l'édition CD+DVD et l'édition WEB). Quant à l’édition spéciale, elle sera accompagnée d’un CD différent et d’une brochure du magazine Aiketsu! (en collaboration avec l'un des membres Kanna Hashimoto) avec une carte un billet pour avoir la chance d'assister à un événement organisé et une carte originale "Aiketsu" (qui ne sont disponibles que lors des premières ventes).
Avant la sortie du single, un membre nommé Motono Kyōka avait été ajoutée au groupe entre avril et mai 2014 et n'a donc pas participé à l'enregistrement de ce singles et des deux précédents. Elle ne participe pas à celui-ci ni au prochain single Kimi ga Ite Boku ga Ita / Ai Girl qui sort en mars 2015. La chanson-titre est chantée par tous les membres mais principalement par ceux régulièrement mis en avant comme Kanna Hashimoto, Miho Akiyama et Nagisa Shinomiya, les membres principaux du groupe.
La chanson Real (ainsi que les chansons en face B Tsukanoma no Kōfuku-ron, Koi no Monster. et Tsukanoma no Kōfuku-ron) figureront dans l'album best-of Never Say Goodbye -arigatou- en mars 2017. Les chansons Koi Iro Passion et Gai Kanjō-sen ne sont pas retenues pour apparaître dans cet album.

## Membres
Membres crédités sur le single : 
| - Kanna Hashimoto (membre central) : chant principal - Miho Akiyama (sub-leader) : chant principal - Nagisa Shinomiya : chant principal - Miki Washio : chœurs - Hitomi Imai (leader) : chœurs - Honami Kōya : chœurs | - Yuna Nishioka (sub-leader) : chœurs - Yukina Hashimoto : chœurs - Nanami Chikaraishi : chœurs - Reina Fujimoto : chœurs - Nanami Takahashi : chœurs - Saki Furusawa : chœurs |

## Liste des titres
| 1. | Real (REAL-リアル-)                      |  |
| 2. | Koi Iro Passion (恋色パッション)         |  |
| 3. | Tsukanoma no Kōfuku-ron (束の間の幸福論) |  |
| 4. | Real (Instrumental)                      |  |
| 5. | Koi Iro Passion (Instrumental)           |  |
| 6. | Tsukanoma no Kōfuku-ron (Instrumental)   |  |

| 1. | Real (Music Video)                            |  |
| 2. | Real (Clip Dance ver.)                        |  |
| 3. | Making-of (ミュージックビデオ メイキング映像) |  |
| 4. | Koi Iro Passion (Choregraphy Video)           |  |

| 1. | Real (REAL-リアル-)              |  |
| 2. | Koi Iro Passion (恋色パッション) |  |
| 3. | Koi no Monster. (恋のMonster.)   |  |
| 4. | Real (Instrumental)              |  |
| 5. | Koi Iro Passion (Instrumental)   |  |
| 6. | Koi no Monster (Instrumental)    |  |

| 1. | Event Sanka-ken ※ Shōsai wa Gojitsu Happyō (イベント参加券 ※詳細は後日発表) |  |
| 2. | « Aikatsu! » Original Card (「アイカツ！」オリジナルカード)                 |  |

| 1. | Real (REAL-リアル-)              |  |
| 2. | Koi Iro Passion (恋色パッション) |  |
| 3. | Live & Peace                     |  |
| 4. | Gai Kanjō-sen (外環状線)         |  |
| 5. | Real (Instrumental)              |  |
| 6. | Koi Iro Passion (Instrumental)   |  |
| 7. | Live & Peace (Instrumental)      |  |
| 8. | Gai Kanjō-sen (Instrumental)     |  |